# Nizza di Sicilia
Nizza di Sicilia település Olaszországban, Szicília régióban, Messina megyében. Lakosainak száma 3526 fő (2023. január 1.). Nizza di Sicilia Fiumedinisi, Roccalumera, Alì Terme és Mandanici községekkel határos.

## Népesség
A település lakossága az elmúlt években az alábbi módon változott:
| Lakosok száma | 3652 | 3671 | 3526 |
|               | 2017 | 2018 | 2023 |